# جون غيلبرت (سياسي)
جون غيلبرت هو محامي وقاضي وسياسي كندي، ولد في 12 سبتمبر 1921 في تورونتو في كندا، وتوفي في 7 أغسطس 2006. حزبياً، نشط في الحزب الديمقراطي الجديد. وقد انتخب عضو مجلس العموم الكندي.